# Římskokatolická farnost Guntramovice
Římskokatolická farnost Guntramovice je územní společenství římských katolíků s farním kostelem svatého Jakuba Většího v Guntramovicích.

## Kostely a kaple na území farnosti
- Kostel svatého Jakuba Většího v Guntramovicích